# Sainte-Cérotte
Sainte-Cérotte est une commune française, située dans le département de la Sarthe en région Pays de la Loire, peuplée de 326 habitants. Elle appartient à la communauté de communes des Vallées de la Braye et de l'Anille.
La commune fait partie de la province historique du Maine, et se situe dans le Haut-Maine.

## Géographie
Le bourg est le plus haut du canton. L'altitude de la commune oscille en effet entre 104 et 167 mètres. La commune est traversée par la rivière  Tusson, formant des vallons boisés et des bocages préservés.

### Communes limitrophes
| Écorpain | Montaillé      | Saint-Calais         |
| Évaillé  | Sainte-Cérotte | Saint-Gervais-de-Vic |
|          | Cogners        |                      |

### Climat
Pour des articles plus généraux, voir Climat des Pays de la Loire et Climat de la Sarthe.
En 2010, le climat de la commune est de type climat océanique dégradé des plaines du Centre et du Nord, selon une étude du CNRS s'appuyant sur une série de données couvrant la période 1971-2000. En 2020, Météo-France publie une typologie des climats de la France métropolitaine dans laquelle la commune est exposée à un climat océanique altéré et est dans la région climatique  Moyenne vallée de la Loire, caractérisée par une bonne insolation (1 850 h/an) et un été peu pluvieux. 
Pour la période 1971-2000, la température annuelle moyenne est de 10,7 °C, avec une amplitude thermique annuelle de 14,8 °C. Le cumul annuel moyen de précipitations est de 727 mm, avec 11,5 jours de précipitations en janvier et 7,3 jours en juillet. Pour la période 1991-2020, la température moyenne annuelle observée sur la station météorologique de Météo-France la plus proche, sur la commune du Luart à 20 km à vol d'oiseau, est de 12,0 °C et le cumul annuel moyen de précipitations est de 686,4 mm,. Pour l'avenir, les paramètres climatiques de la commune estimés pour 2050 selon différents scénarios d'émission de gaz à effet de serre sont consultables sur un site dédié publié par Météo-France en novembre 2022.

## Urbanisme

### Typologie
Au 1er janvier 2024, Sainte-Cérotte est catégorisée commune rurale à habitat dispersé, selon la nouvelle grille communale de densité à sept niveaux définie par l'Insee en 2022.
Elle est située hors unité urbaine. Par ailleurs la commune fait partie de l'aire d'attraction de Saint-Calais, dont elle est une commune de la couronne,. Cette aire, qui regroupe 10 communes, est catégorisée dans les aires de moins de 50 000 habitants,.

### Occupation des sols
L'occupation des sols de la commune, telle qu'elle ressort de la base de données européenne d’occupation biophysique des sols Corine Land Cover (CLC), est marquée par l'importance des territoires agricoles (97,3 % en 2018), une proportion sensiblement équivalente à celle de 1990 (97,5 %). La répartition détaillée en 2018 est la suivante : 
terres arables (62,3 %), prairies (34 %), zones urbanisées (2,1 %), zones agricoles hétérogènes (0,9 %), forêts (0,7 %). L'évolution de l’occupation des sols de la commune et de ses infrastructures peut être observée sur les différentes représentations cartographiques du territoire : la carte de Cassini (XVIIIe siècle), la carte d'état-major (1820-1866) et les cartes ou photos aériennes de l'IGN pour la période actuelle (1950 à aujourd'hui).

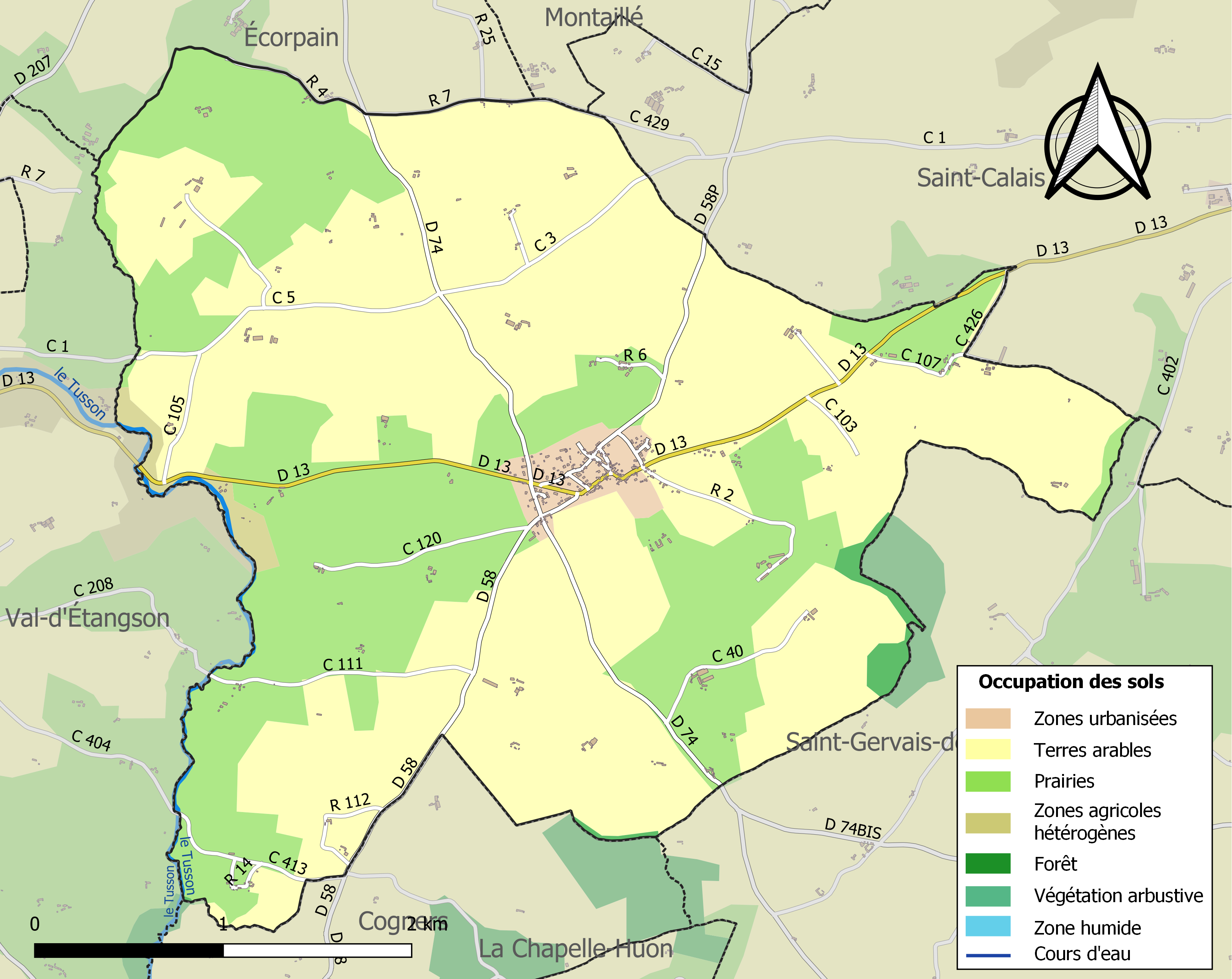
Carte des infrastructures et de l'occupation des sols de la commune en 2018 (CLC).

## Toponymie
Sainte Cérotte était une compagne d'Osmane, sainte irlandaise débarquée dans la baie de Saint-Brieuc au VIIe siècle (voir Sainte-Osmane, commune voisine).
La commune est appelée Saen-Çrott' en parler sarthois.
Durant la Révolution, la commune porte le nom de Cérotte-en-Bel-Air.
Le gentilé est Cérottois.

## Histoire
Au Moyen Âge, la paroisse relève en grande partie de la châtellenie de Saint-Calais. En 1465 notamment, le curé avoue tenir du seigneur le presbytère, la cure et ses appartenances. Plusieurs fiefs se partagent alors le territoire de la paroisse : la terre de Vau appartient au XIXe siècle au marquis de Musset qui en réaménage le château et les jardins à l'anglaise. Le fief de la Chevalerie dépend de la baronnie de Bouloire.

## Politique et administration
| Période                                  | Période   | Identité      | Étiquette | Qualité  |
| ---------------------------------------- | --------- | ------------- | --------- | -------- |
| (avant 2001)                             | mars 2008 | Roger Durand  |           |          |
| mars 2008                                | mai 2020  | Joël Renvoisé | SE        |          |
| mai 2020                                 | En cours  | Yves Foucault | SE        | Retraité |
| Les données manquantes sont à compléter. |           |               |           |          |

## Démographie
L'évolution du nombre d'habitants est connue à travers les recensements de la population effectués dans la commune depuis 1793. Pour les communes de moins de 10 000 habitants, une enquête de recensement portant sur toute la population est réalisée tous les cinq ans, les populations de référence des années intermédiaires étant quant à elles estimées par interpolation ou extrapolation. Pour la commune, le premier recensement exhaustif entrant dans le cadre du nouveau dispositif a été réalisé en 2008.
En 2022, la commune comptait 326 habitants, en évolution de +2,84 % par rapport à 2016 (Sarthe : −0,25 %, France hors Mayotte : +2,11 %).
| 1793 | 1800 | 1806 | 1821 | 1831 | 1836 | 1841 | 1846 | 1851 |
| ---- | ---- | ---- | ---- | ---- | ---- | ---- | ---- | ---- |
| 512  | 517  | 555  | 559  | 522  | 599  | 562  | 519  | 500  |

| 1856 | 1861 | 1866 | 1872 | 1876 | 1881 | 1886 | 1891 | 1896 |
| ---- | ---- | ---- | ---- | ---- | ---- | ---- | ---- | ---- |
| 488  | 478  | 455  | 409  | 416  | 407  | 422  | 423  | 458  |

| 1901 | 1906 | 1911 | 1921 | 1926 | 1931 | 1936 | 1946 | 1954 |
| ---- | ---- | ---- | ---- | ---- | ---- | ---- | ---- | ---- |
| 446  | 424  | 463  | 429  | 423  | 431  | 428  | 420  | 412  |

| 1962 | 1968 | 1975 | 1982 | 1990 | 1999 | 2006 | 2008 | 2013 |
| ---- | ---- | ---- | ---- | ---- | ---- | ---- | ---- | ---- |
| 351  | 334  | 295  | 295  | 300  | 314  | 323  | 325  | 319  |

| 2018 | 2022 | - | - | - | - | - | - | - |
| ---- | ---- | - | - | - | - | - | - | - |
| 315  | 326  | - | - | - | - | - | - | - |

## Lieux et monuments
- Église Sainte-Cérotte, classée au titre des monuments historiques en 1926[19], semble remonter au XIIe siècle. Le chœur fut rebâti à la fin du XVIe siècle par Gilles d'Orléans, l'architecte du clocher de l'église Notre-Dame de Saint-Calais. Dans l'église se trouve une terre cuite de sainte Barbe qui date du XVIIe siècle.
- Manoir de la Chevallerie, du XVe siècle, partiellement classé et inscrit au titre des monuments historiques en 1986[20], route d'Évaillé.
- Château du Vau.
- Ancien presbytère, avec son porche en tuffeau du XVe siècle, ancienne demeure seigneuriale au cours du Moyen Âge avant d'être cédé à l'Église, puis à des particuliers dans les années 1970.
- Paysage cérottois à travers la vallée du Tusson et ses bocages, ses bois, qui a gardé un caractère typique rural sarthois.

## Activité et manifestations

### Jumelages
- Kirchdorf an der Iller (Allemagne)

### Associations
En 2009, le Front de libération cérottois,est fondé par des jeunes de la commune. Après quelques actions symboliques, le FLC déclare l'indépendance du village en janvier 2010, et une micronation se met en place, avec son gouvernement, son hymne, ses symboles.
Le groupe, revendiquant une dizaine de membres actifs, est également investi dans la vie associative locale pour promouvoir leur cause, comme dans le festival Soirs au Village de Saint-Calais. En janvier 2011, le FLC est même mentionné sur Le Maine libre et Le Mans Télévision par le groupe de punk sarthois Swindle, compositeurs de la chanson Sarthe Libre, hymne indépendantiste sarthois.